# Col de la Clède
Le col de la Clède est un col situé dans le Massif central en France. Il se trouve dans le département de l'Ardèche, dans le massif du Mézenc, à une altitude de 1 385 mètres.

## Hydrologie
Au sud-ouest du col, différents ruisseaux alimentent la Veyradeyre, un affluent de la Loire. De la même manière, au nord-est du col l'Eysse (bassin versant du Rhône) prend sa source. Ainsi, ce col se trouve sur la ligne de partage des eaux entre mer Méditerranée et océan Atlantique.

## Randonnée
Le sentier de grande randonnée 7 suivant la ligne de partage des eaux entre Atlantique et Méditerranée du ballon d'Alsace à Andorre-la-Vieille y passe, de même que le sentier de grande randonnée 420.